# Glochinema strigosum
Glochinema strigosum is een rondwormensoort uit de familie van de Epsilonematidae. De wetenschappelijke naam van de soort is voor het eerst geldig gepubliceerd in 1993 door Gourbault & Decraemer.